# Olympische Sommerspiele 1948/Reiten
Bei den XIV. Olympischen Sommerspielen 1948 in London wurden sechs Wettbewerbe im Reiten ausgetragen.

## Dressur

### Einzel
| Platz | Land | Reiter und Pferd                          | Punkte |
| ----- | ---- | ----------------------------------------- | ------ |
| 1     | SUI  | Hans Moser auf „Hummer“                   | 492,5  |
| 2     | FRA  | André Jousseaume auf „Harpagon“           | 480,0  |
| 3     | SWE  | Gustaf Adolf Boltenstern jr. auf „Trumpf“ | 477,5  |

### Mannschaft
| Platz | Land | Reiter und Pferde                                                                                           | Punkte |
| ----- | ---- | --- | ------ |
| 1     | FRA  | Maurice Buret auf „Saint Quen“ André Jousseaume auf „Harpagon“ Jean Saint-Fort Paillard auf „Sous les Ceps“ | 1269   |
| 2     | USA  | Robert Borg auf „Klingsor“ Frank Henry auf „Reno Overdo“ Earl Foster Thomson auf „Pancraft“                 | 1256   |
| 3     | POR  | Luís Mena e Silva auf „Fascinante“ Fernando Paes auf „Matamas“ Francisco Valadas auf „Felitiço“             | 1182   |

Die erstplatzierte Equipe Schwedens wurde 1949 nachträglich disqualifiziert, nachdem sich herausgestellt hatte, dass eines ihrer Mitglieder (Gehnäll Persson) regelwidrigerweise kein Berufsoffizier, sondern lediglich Offizier auf Zeit war, und der Sieg dem ursprünglich Zweitplatzierten Frankreich zuerkannt.

## Springreiten

### Einzel
| Platz | Land | Reiter und Pferd                            | Strafpunkte |
| ----- | ---- | ------------------------------------------- | ----------- |
| 1     | MEX  | Humberto Mariles Cortés „Arete“             | 6,25        |
| 2     | MEX  | Rubén Uriza auf „Harvey“                    | 8           |
| 3     | FRA  | Jean-François d’Orgeix auf „Sucre de Pomme“ | 8           |

### Mannschaft
| Platz | Land | Reiter und Pferde                                                                                 | Strafpunkte |
| ----- | ---- | ------------------------------------------------------------------------------------------------- | ----------- |
| 1     | MEX  | Humberto Mariles Cortés auf „Arete“ Rubén Uriza auf „Harvey“ Alberto Valdés Ramos auf „Chihuahua“ | 34,25       |
| 2     | ESP  | Marcelino Gavilán auf „Forajido“ Jaime García auf „Bizarro“ José Navarro Morenes auf „Quórum“     | 56,50       |
| 3     | GBR  | Arthur Carr auf „Monty“ Harry Llewellyn auf „Foxhunter“ Henry Nicoll „Kilgeddin“                  | 67          |

## Vielseitigkeit

### Einzel
| Platz | Land | Reiter und Pferd                  | Strafpunkte |
| ----- | ---- | --------------------------------- | ----------- |
| 1     | FRA  | Bernard Chevallier auf „Aiglonne“ | 4           |
| 2     | USA  | Frank Henry auf „Swing Low“       | 21          |
| 3     | SWE  | Robert Selfelt auf „Claque“       | 25          |

### Mannschaft
| Platz | Land | Reiter und Pferde                                                                                      | Strafpunkte |
| ----- | ---- | --- | ----------- |
| 1     | USA  | Charles Anderson auf „Reno Palisade“ Earl Foster Thomson auf „Reno Rhythm“ Frank Henry auf „Swing Low“ | 161,50      |
| 2     | SWE  | Robert Selfelt auf „Claque“ Olof Stahre auf „Komet“ Sigurd Svensson „Dust“                             | 165         |
| 3     | MEX  | Raúl Campero auf „Tarahumara“ Humberto Mariles Cortés auf „Parral“ Joaquín Solano auf „Malinche“       | 305,25      |